# Лейкфилд (Мичиган)
Лейкфилд — тауншип (посёлок и территория) в США, входит в состав округа Льюс штата Мичиган.

## География
По данным Бюро переписи населения США, населённый пункт имеет общую площадь 186,35 км², из которых 163,64 км² занимает суша, а 22,71 км² (12,19 %) — вода.

## Население
По данным переписи 2010 года, население Лейкфилда составлял 1061 человек, плотность населения — 5,69 человек на км².
В 2000 году население составляло 1074 человека. Имелось 449 домашних хозяйств, где проживало 347 семей. 94,13 % населения составляли белые.